# Cantone di Le Beausset
Il Cantone di Le Beausset era una divisione amministrativa dell'arrondissement di Tolone.
È stato soppresso a seguito della riforma complessiva dei cantoni del 2014, che è entrata in vigore con le elezioni dipartimentali del 2015.
Comprendeva i comuni di:
- Le Beausset
- La Cadière-d'Azur
- Le Castellet
- Riboux
- Saint-Cyr-sur-Mer
- Signes